# هتل گرند
هتل گرند (انگلیسی: Grand Hotel Saltsjöbaden) هتلی در سوئد است.این هتل به ابتکار کنوت آگاتون والنبرگ طراحی و در سال ۱۸۹۳ توسط اسکار دوم پادشاه سوئد افتتاح شد.این هتل تا سال ۱۹۹۹ متعلق به خانواده والنبرگ بود که در آن سال توسط شخصی خریداری شد و درهای این هتل به روی عموم باز شد.